# 37788 Сухан
37788 Сухан (37788 Suchan) — астероїд головного поясу, відкритий 25 вересня 1997 року.
Тіссеранів параметр щодо Юпітера — 3,558.